# Julius Wilhelm Richard Dedekind
Julius Wilhelm Richard Dedekind, nemški matematik, * 6. avgust 1831, Braunschweig, Nemčija, † 12. februar 1916, Braunschweig.

## Življenje in delo
Dedekind je bil najbližji Kummerjev naslednik v aritmetiki in je postal živa legenda svojega časa. Bil je najmlajši od štirih otrok Juliusa Levina Ulricha Dedekinda. Kasneje je opustil svoji prvi dve imeni Julius Wilhelm. Živel je pri svoji neporočeni sestri Juliji vse do njene smrti leta 1914. Tudi sam se ni nikoli ženil. Njegova druga sestra Mathilda je umrla leta 1860. Leta 1848] se je vpisal na Karolinški kolegij v Braunschweigu in leta 1850 z odličnim znanjem matematike odšel na Univerzo v Göttingenu.
V Göttingenu je Gauss učil matematiko večinoma na osnovnem nivoju. V oddelkih za matematiko in fiziko je Dedekind spoznal teorijo števil. Med Dedekindovimi glavnimi profesorji je bil Stern, ki je do tistega časa napisal veliko del iz teorije števil. Dedekind je opravil doktorat s kratko nalogo pod Gaussovim mentorstvom O teoriji Eulerjevih integralov (Über die Theorie der Eulerschen Integrale). Njegova naloga je bila lepo napisana in samostojna, vendar ni kazala kakšne posebne nadarjenosti, ki jo lahko vidimo pozneje na skoraj vsaki strani njegovih poznejših del. Neglede na to je Gauss prav gotovo zapazil Dedekindov dar za matematiko. Dedekind je doktoriral leta 1852 in je bil zadnji Gaussov študent.
Potem je bil dve leti v Berlinu. Leta 1854 je prejel diplomo skoraj istočasno kot Riemann. Začel je poučevati kot Privatdozent v Göttingenu in je imel predavanja iz verjetnosti in geometrije. Nekaj časa je študiral skupaj z Dirichletom. Postala sta dobra prijatelja. Zaradi pomanjkanja matematičnega znanja je še vedno študiral Abelove funkcije, eliptične funkcije in poleg tega med prvimi predaval o Galoisovi teoriji enačb. Med prvimi je razumel osnovni pomen predstave grupe v algebri in aritmetiki.
Leta 1858 je odšel poučevat na Politehniko v Zürich. V tem času je vpeljal Dedekindov rez, novo zamisel predstavitve realnih števil kot rez množice racionalnih števil. Iracionalno število je rez, ki deli to množico na dva dela, tako da prvi del nima največjega, drugi pa ne najmanjšega elementa. Takšen rez je na primer število {\displaystyle {\sqrt {2}}}, ki deli vsa negativna števila in števila s koreni manjša od 2 v spodnji razred, pozitivna števila s koreni večjimi od 2 pa v zgornji razred. To je danes ena od standardnih določitev realnih števil.
Ko je Karolinški kolegij postal Tehniška visoka šola, je Dedekind leta 1862 začel poučevati tam. Na njej je ostal vseh 50 zelo plodonosnih let svojega življenja.
Leta 1863 je objavil Dirichletova predavanja iz teorije števil v delu Eseji o teoriji števil (Vorlesungen über Zahlentheorie). Kot prvi del tega dela je leta [1872 objavil svoje znanje svoje glavne stroge ponovne določitve iracionalnih števil v smislu Dedekindovega reza z naslovom Zveznost in iracionalna števila (Stetigkeit und irrationale Zahlen). Leta 1874 je v švicarskem mestu Interlaken spoznal Cantorja. Dedekind je bil med prvimi matematiki, ki je sprejel Cantorjevo delo o teoriji neskončnih množic. Drugi matematiki še niso razumeli njunih zamisli. Njegova pomoč je bila koristna za Cantorja nasproti Kroneckerjevim pomislekom o splošni neskončnosti v teoriji števil. V zgornjem delu je podal prvo natančno določitev neskončne množice. Množica je neskončna, je sklepal, kadar je »podobna pravemu delu same sebe«. Tako lahko množico N naravnih števil prikažemo kot 'podobno', oziroma jo lahko primerjamo z enolično povezavo pravega dela, v tem primeru z množico njihovih kvadratov
N2, (N →  N2):
N    1  2  3  4  5  6  7  8  9 10 ...
             ↓           
N2   1  4  9 16 25 36 49 64 81 100 ...
V tretji izdaji prejšnje knjige O teoriji algebrskih celih številih (Über die Theorie der ganzen algebraischen Zahlen) iz leta 1879 je predlagal zamisel o idealu. Svoje delo je naslonil na Kummerjeve zamisli o Fermatovem velikem izreku iz leta 1843. Ideal je zbirka števil, ki jo lahko ločimo iz večje zbirke, sestavljene iz algebrskih števil, za katera veljajo polinomske enačbe z običajnimi celoštevilskimi koeficienti. Pojem je osnovnega pomena za kasnejšo teorijo kolobarjev, kot jo je razvil Hilbert in še kasneje Noetherjeva. Idealsko število ni število, ampak je neskončen razred števil, ki ga sestavlja število in vsi njegovi mnogokratniki. Enostavno lahko vidimo, da za poljubni celi števili m in n, in je za takšna njuna 'razreda' 'razred' (m)  del 'razreda' (n) (pišemo (m)/(n)) tedaj in le tedaj, ko m deli n.
Leta 1882 je s Heinrichom Webrom objavil članek, kjer sta uporabila Dedekindovo teorijo idealov v teoriji Riemmannovih ploskev. Leta 1888 je objavil delo Kaj so števila in kaj bi morala biti? (Was sind und was sollen die Zahlen?), kjer je določil neskončno množico po svoji poti. Tukaj je pokazal kako lahko aritmetiko izpeljemo iz množice aksiomov. Enostavnejša, vendar enakovredna inačica, ki jo je leto kasneje 1889 določil Peano je veliko bolj znana.